# Plebicula enervis
Plebicula enervis är en fjärilsart som beskrevs av Ruggero Verity 1926. Plebicula enervis ingår i släktet Plebicula och familjen juvelvingar. Inga underarter finns listade i Catalogue of Life.